# Tv14
tv14 ist eine deutsche Programmzeitschrift. Sie erscheint 14-täglich seit Februar 1999 bei der Bauer Media Group. Neben dem TV-Programm ist die Zeitschrift angereichert mit Infotainment-Beiträgen.
Im Jahr 2004 war tv14 die auflagenstärkste Programmzeitschrift Deutschlands.
tv14 ist in Deutschland Marktführer vor TV Digital. Im Niedrigpreis-Bereich steht sie in Konkurrenz zu TV Direkt. Mit der Ausgabe 16/2008 verschmolz tv14 mit der Programmzeitschrift tv life. Gedruckt wird sie von einer polnischen Tochtergesellschaft der ebenfalls zur Bauer Media Group gehörenden BVG Medien Beteiligungs GmbH, der BDN Sp. Z o.o. Sp. k. in der Sonderwirtschaftszone Kamienna Góra bei Nowogrodziec (Südwestpolen).
Mit Datum vom 3. Dezember 2010 erhielt die tv14 eine öffentliche Rüge des Deutschen Presserates gemäß § 12 der Beschwerdeordnung. Grund dafür war, dass in der Ausgabe 19/2010 unter dem Titel „Folsäure schützt das Herz“ die Grenze zur Schleichwerbung überschritten wurde.
Seit dem 1. Quartal 2013 ist die tv14 mit einer Auflage von rund 2,4 Millionen Exemplaren noch vor der Bild-Zeitung die auflagenstärkste Kaufzeitung/-zeitschrift in Deutschland.

## Inhalt
Der Heftumfang beträgt 156 Seiten. Für jeden Tag gibt es sechs Seiten Fernsehprogramm mit 44 Sendern und vorangestellt zwei Seiten TV-Empfehlungen. Außerdem gibt es mehrere wissenschaftliche Artikel in der Rubrik Welt der Wunder aus dem gleichnamigen Magazin. Darüber hinaus werden die Themen Kino, Ernährung, Medizin, Reise, Recht, Leben und Service behandelt. Ein Rätsel, das Horoskop und "14 Tipps" (z B. "Reuelos feiern") ergänzen das Heft. Der Einzelhandelsverkaufspreis beträgt 1,59 Euro.
Ab dem Jahr 2005 beinhaltete die Programmzeitschrift einen Wissensteil zu Schwerpunkten u. a. aus den Bereichen Wissenschaft, Astronomie, Technik, Medizin, und Natur. Hintergrund war hierfür eine Kooperation mit dem Magazin Welt der Wunder.

## Leserschaft
52 Prozent der Leser sind weiblich. Der durchschnittliche Leser ist 50 Jahre alt und hat ein Haushaltsnettoeinkommen von 2.889 Euro.